# Hermann Florin
Hermann Florin  (* 5. März 1961 in Recklinghausen) ist ein deutscher Filmproduzent und Theaterregisseur.

## Leben
Hermann Florin ist Produzent und Geschäftsführer von Feine Filme sowie von Florin Film.
Von 1981 bis 1982 arbeitete er zunächst als Regieassistent an den städtischen Bühnen in Dortmund und danach bis 1991 als Regisseur an verschiedenen Bühnen in Deutschland. In dieser Zeit verwirklichte er mehr als 30 Produktionen, die meisten davon Uraufführungen. In den folgenden Jahren arbeitete Hermann Florin als Produzent für den Süddeutschen Rundfunk, die UFA, die NDF, Kinowelt, Studiocanal und als freier Produzent im In- und Ausland.
In dieser Zeit produzierte Hermann Florin national sowie international erfolgreiche TV-Movies und Serien, sowie die preisgekrönten Spielfilme wie „Das Mambospiel“ und „Drei Chinesen mit dem Kontrabass“.
Nachdem es gelungen war, die Verfilmungsrechte der erfolgreichen Kinderbuch-Reihe „Hanni und Nanni“ von Enid Blyton zu erwerben, gründete Hermann Florin im Jahre 2005 mit dem TV-Produzenten Emmo Lempert die Gesellschaft für Feine Filme, um gemeinsam dieses und weitere Projekte für Kino und Fernsehen zu entwickeln und zu produzieren. Seit 2013 ist Hermann Florin alleiniger Inhaber und Geschäftsführer von Feine Filme.
Die Gesellschaft für Feine Filme mbH in Köln und Berlin produziert alleine oder mit Partnern kommerzielles deutschsprachiges Kino. Florin Film- und Fernsehproduktion GmbH & Co.KG fokussiert sich auf internationale Koproduktionen und Stoffentwicklung. Benrae Florin Films Ltd. entwickelt gemeinsam mit irischen Autoren und Regisseuren englischsprachiges Kino. Mit seinen Firmen Feine Filme und Florin Film produzierte Hermann Conor McDermottroe’s preisgekröntes Spielfilm-Debüt „Swansong“ und gemeinsam mit UFA Fiction die erfolgreiche deutsche Kinofilm-Reihe „Hanni und Nanni 1–4“, basierend auf den Bestsellern von Enid Blyton. Die vier Filme dieser Reihe wurden im Verleih von Universal Pictures zu Kassenschlagern und haben über 3,5 Mio. Besucher in die Kinos gelockt.
„Ich bin dann mal weg“ (gemeinsam mit UFA Fiction) nach dem Bestseller von Hape Kerkeling erreichte im Verleih von Warner Bros. in den Kinos im deutschsprachigen Raum mehr als 2 Millionen Zuschauer. 2016 wurde im Westen von Irland die Culture-Clash-Comedy „Halal Daddy“ von Mark O’Halloran und Conor McDermottroe abgedreht. Kinostart in Deutschland war im Sommer 2018.
Feine Filme und UFA Fiction führen ihre erfolgreiche Zusammenarbeit in 2017 mit der Verfilmung zweier Bestseller fort. Die Ruhrgebietskomödie „So viel Zeit“ nach einem Kultroman von Frank Goosen hatte ihren Kinostart im Herbst 2018.
Hape Kerkelings Bestseller „Der Junge muss an die frische Luft“ unter der Regie der Oscar-Preisträgerin Caroline Link wurde von Warner Bros. Germany zu Weihnachten 2018 in die deutschen Kinos gebracht und avancierte mit über 3,6 Millionen Zuschauern zum deutschen Blockbuster des Jahres.
Florin ist Mitglied der Deutschen und Europäischen Filmakademie.

## Film-Produktionen (Auswahl)
- 1994: Die Rachegöttin (Fernsehfilm)
- 1994: Matchball (Fernsehserie, 13 Episoden)
- 1995: Balko (Fernsehserie, 3 Episoden)
- 1997: Wilde Zeiten (Fernsehserie, 6 Episoden)
- 1998: Das Mambospiel (Fernsehfilm)
- 1999: Picknick im Schnee (Fernsehfilm)
- 1999: Der Preis der Sehnsucht (Fernsehfilm)
- 2000: Kinderraub in Rio – Eine Mutter schlägt zurück (Fernsehfilm)
- 2000: Drei Chinesen mit dem Kontrabass
- 2001: Marga Engel schlägt zurück (Fernsehfilm)
- 2001: Outriders – Abenteuer Australien (Fernsehserie, 26 Episoden)
- 2001: Klaras Hochzeit (Fernsehfilm)
- 2002: Ich bring Dich hinter Gitter (Fernsehfilm)
- 2003: Marga Engel kocht vor Wut (Fernsehfilm)
- 2004: Foreign Exchange (Fernsehserie, 19 Episoden)
- 2004: Marga Engel gibt nicht auf (Fernsehfilm)
- 2007: Bezaubernde Marie (Fernsehfilm)
- 2008: Lauf um dein Leben
- 2009: Swansong (Swansong: Story of Occi Byrne)
- 2010: Hanni & Nanni
- 2012: Hanni & Nanni 2
- 2013: Hanni & Nanni 3
- 2015: Ich bin dann mal weg
- 2017: Hanni & Nanni – Mehr als beste Freunde
- 2017: Halal Daddy (deutscher Verleihtitel: Halaleluja)
- 2018: So viel Zeit
- 2018: Der Junge muss an die frische Luft
- 2022: Tausend Zeilen (Drehbuch)

## Auszeichnungen
- 1999: Goldener Biber ("Drei Chinesen mit dem Kontrabass")
- 2009: Runner-Up-Prize Best Irish Feature Galway Film Fleadh ("Swanson")
- 2019: Jupiter Award Bester Film national ("Der Junge muss an die frische Luft")
- 2019: Deutscher Filmpreis Besucherstärkster Film ("Der Junge muss an die frische Luft")
- 2019: Deutscher Filmpreis in Bronze Bester Spielfilm ("Der Junge muss an die frische Luft")